# Prades (Ardèche)
Prades (in occitano Pradas) è un comune francese di 1 149 abitanti situato nel dipartimento dell'Ardèche nella regione dell'Alvernia-Rodano-Alpi.

## Società

### Evoluzione demografica
Abitanti censiti